# Eucryphia
Genre
Classification APG III (2009)
Eucryphia est un genre de plantes dicotylédones de la famille des Eucryphiaceae dans la classification de Cronquist, ou des Cunoniaceae suivant l'APG III. Selon Watson & Dallwitz, ce genre comprend 5 espèces des arbres et arbustes des régions tempérées, du Chili et d'Australie.

## Liste des espèces

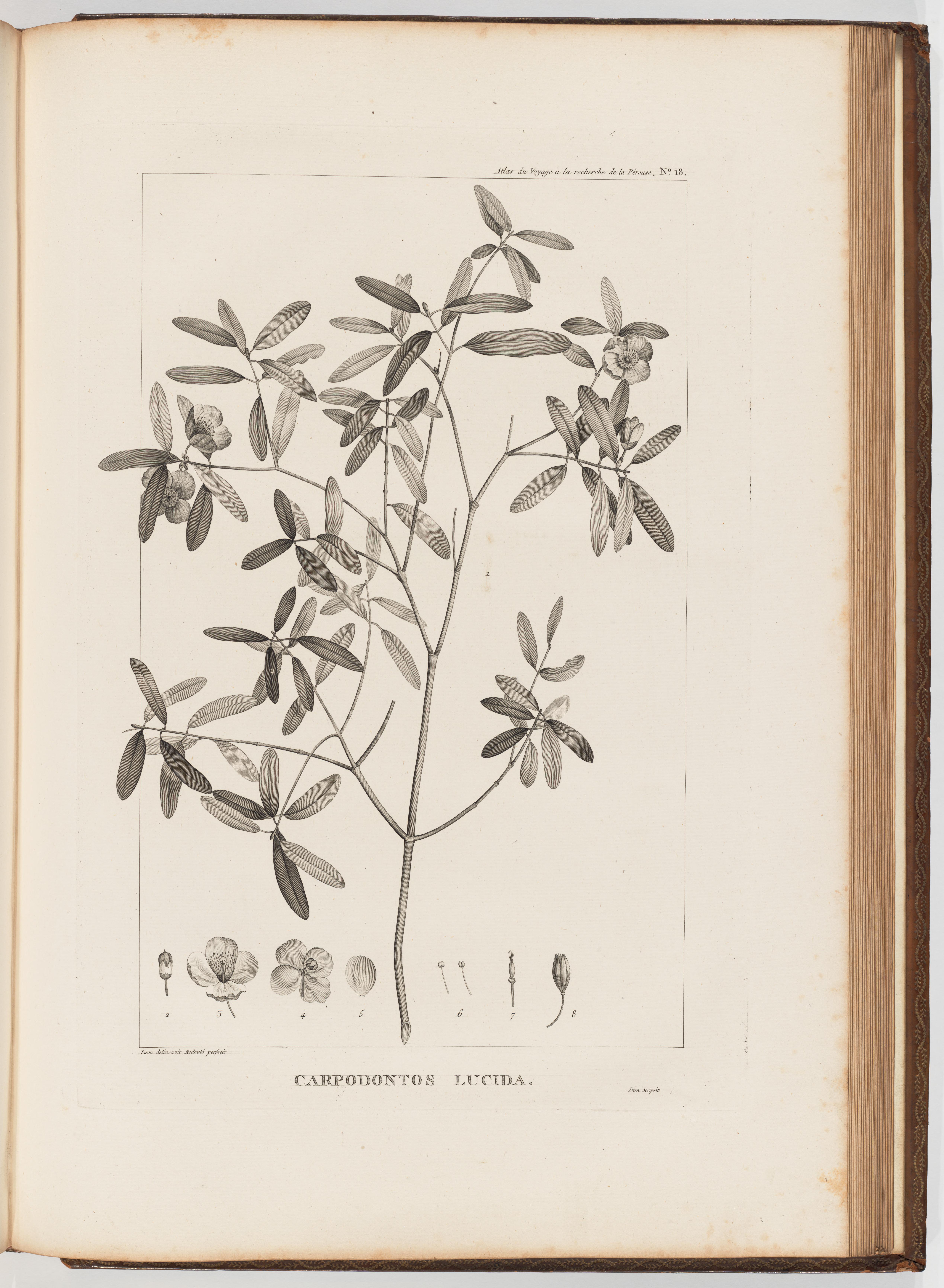
Carpodontos lucida, Atlas Lapérouse, 1792

- Eucryphia billardieri
- Eucryphia cordifolia
- Eucryphia lucida
- Eucryphia milliganii
- Eucryphia moorei